# Grand Isle (Louisiane)
Pour les articles homonymes, voir Grand Isle.
Grand-Isle (en français : Grande-Isle ou Grande Île) est une ville située dans le sud de la Louisiane aux États-Unis. Elle se trouve dans la paroisse de Jefferson. 

## Géographie
Grand-Isle est une ville située sur la Grande-Isle située sur un long banc de sable face à la mer et au golfe du Mexique. Cette île se prolonge par une autre île dénommée Isle Grande Terre et ferment la baie de Barataria. La Grande-Isle est accessible par la route juste après la ville portuaire de Port Fourchon. la route longe le bayou Ferblanc, puis le lac Laurier avant d'emprunter un pont enjambant la passe qui sépare la Grande-Isle du continent. 
Au Nord de Grand-Isle s'étend la baie des Ilettes, la baie Tambour et la baie Caminada ainsi que l'île de Beauregard séparée de la Grande-Isle par le bayou Rigaud. La toponymie française des lieux témoigne de la présence des Cadiens depuis la période de la Louisiane française.
Au recensement de la population de 2010, la commune de Grand-Isle comptait 1 541 habitants.

## Histoire

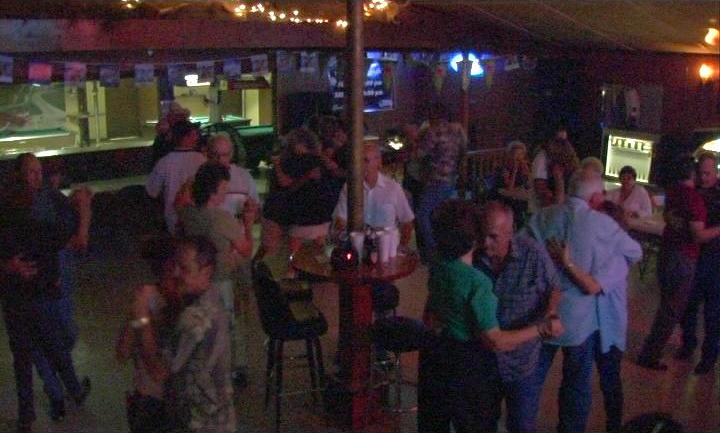
Soirée danses cajuns et musique cadienne.

La région fut d'abord peuplée par les Amérindiens avant d'être colonisée par les Français lors de la période de la Louisiane française. 
De nombreux Acadiens vinrent s'installer dans cette région après leur déportation par les Anglais lors du Grand dérangement au XVIIIe siècle. Les Cajuns ont conservé de nombreuses traditions, telles que le parlé français cadien, la musique cadienne, la danse et la nourriture.
La Grande-Isle, en raison de sa situation géographique, est en première ligne lors du passage des nombreux ouragans et cyclones. La localité est régulièrement dévastée et la côte perd régulièrement du territoire au profit de l'avancée de la mer.
Plusieurs compagnies pétrolières américaines se sont installées le long du Parc d'État de Grand-Isle à l'Est de la Grande-Isle.

## Galerie photographique de quelques ouragans dévastateurs

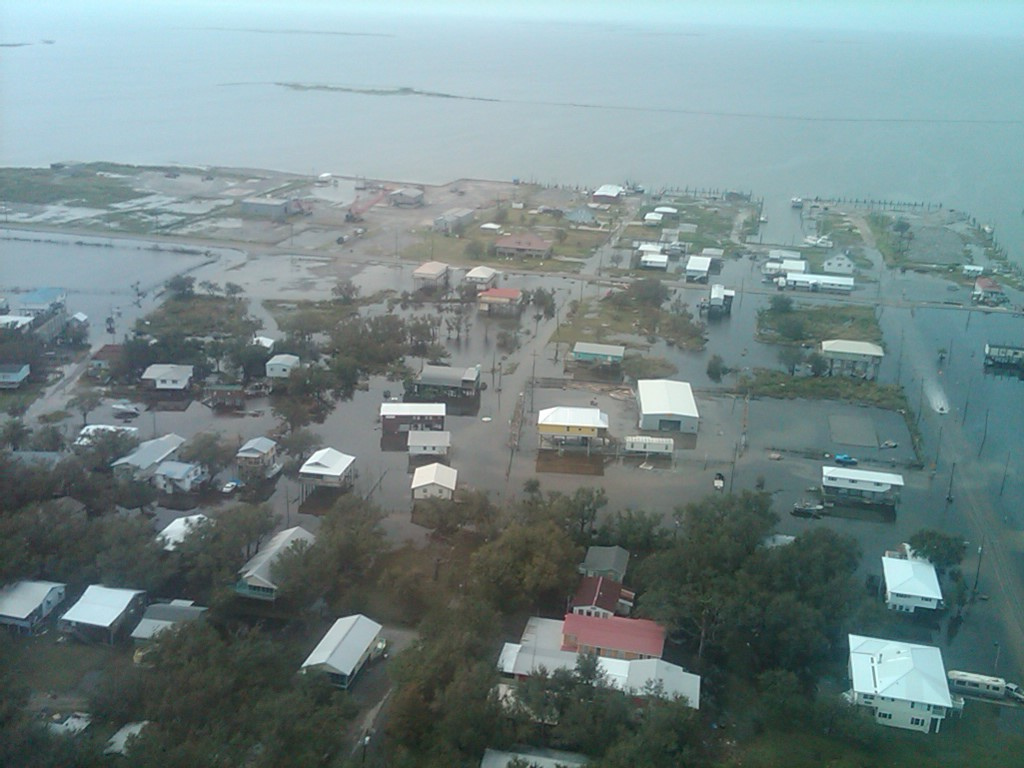
Grand-Isle après le passage de l'ouragan Isaac.

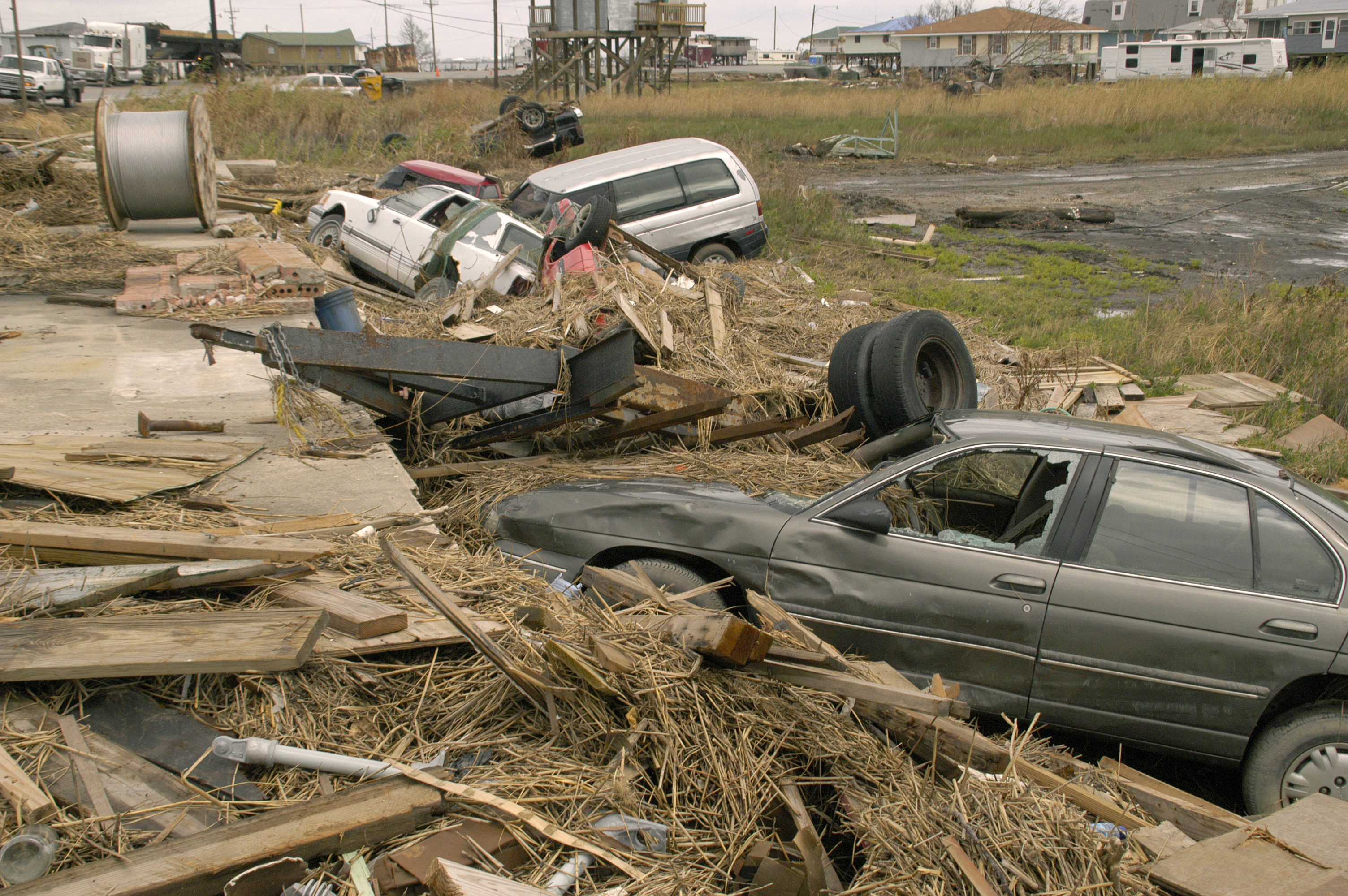
Grand-Isle après le passage de l'ouragan Katrina.

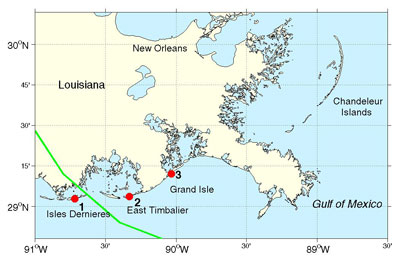
En vert le parcours de l'ouragan Gustav.

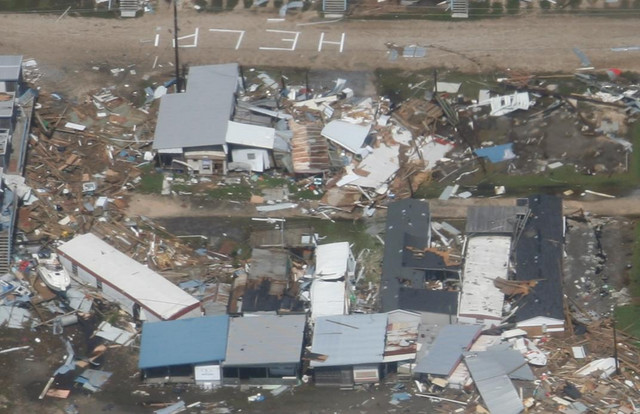
Appel au secours après le passage de l'ouragan Katrina sur Grand-Isle.